# Moara Domnească (okręg Prahova)
Moara Domnească – wieś w Rumunii, w okręgu Prahova, w gminie Râfov. W 2011 roku liczyła 825 mieszkańców.